# Placca del Reef Conway

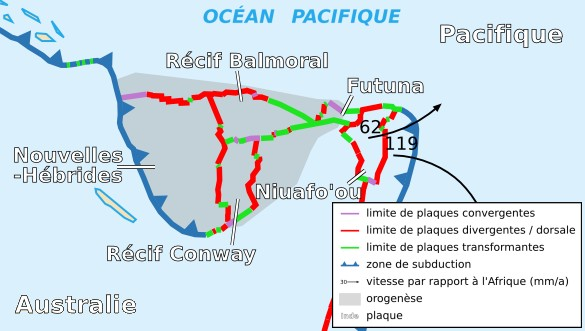
Collocazione della placca del Reef Conway

La placca del Reef Conway è una microplacca tettonica della litosfera terrestre. Ha una superficie di 0,00356 steradianti ed è associata alla placca pacifica.
La placca deriva il suo nome da un atollo corallino situato a sud-est delle isole Figi e che in lingua figiana viene chiamato Ceva-I-Ra.

## Caratteristiche
È situata nella parte occidentale dell'Oceano Pacifico di cui copre una piccola parte.
La placca del Reef Conway è in contatto con la placca delle Nuove Ebridi, la placca del Reef Balmoral e la placca australiana. 
La placca si sposta con una velocità di rotazione di 3,605° per milione di anni secondo un polo euleriano situato a 12°63' di latitudine sud e 175°13' di longitudine est.